# التل (فلم 2023)
التل (الإنجليزية: The Hill) هو فيلم سيرة ذاتية درامي رياضي أمريكي صدر عام 2023، تدور أحداثه حول لاعب البيسبول ريكي هيل الذي يتغلب على إعاقة جسدية من أجل تجربة الكشافة الأسطورية في الدوري الرئيسي. أخرجه جيف سيلينتانو وكتب السيناريو لأنجيلو بيتسو وسكوت مارشال سميث. الفيلم من من بطولة دينيس كويد، كولين فورد، جويل كارتر، راندي هاوسر، جيسي بيري، بوني بيديليا، وسكوت جلين.
صدر الفيلم في الولايات المتحدة في دور العرض بواسطة شركة برياركليف إنترتينتمينت في 25 أغسطس 2023.

## الشخصيات
- دينيس كويد في دور القس جيمس هيل
- كولن فورد في دور ريكي هيل[5]
- جويل كارتر في دور هيلين هيل، والدة ريكي
- سكوت جلين في دور ريد مورف، مستكشف MLB الذي اكتشف ريكي
- سيينا بجورنيرود في دور جرايسي شانز، صديقة ريكي
- رايان دينينج في دور روبرت هيل
- كارينا وورم في دور كوني هيل
- بوني بيديليا في دور غرام
- راندي هاوسر في دور راي كليمونز، رجل من طفولة ريكي الذي يشجعه على تجربة MLB
- جيسي بيري في دور ريكي هيل الشاب
- جون سمولتز كمعلق لوني للبيسبول[6]

## الروابط الخارجية
- التل  على قاعدة بيانات الأفلام على الإنترنت (بالإنجليزية).[1]

1. ↑  قاعدة بيانات الفيلم (باللغات المتعددة), QID:Q20828898